# Le Bailleul
Le Bailleul é uma comuna francesa na região administrativa do País do Loire, no departamento de Sarthe. Estende-se por uma área de 27.8 km². Em 2010 a comuna tinha 1 254 habitantes (densidade: 45,1 hab./km²).